# Farman F.40
 Farman F.40  a fost un avion militar francez construit de către Fabrica de avioane Maurice Farman. A fost folosit ca avion de recunoaștere (observare) și bombardament ușor în prima parte  Primului Război Mondial, ulterior fiind folosit ca avion de școală.
Avionul Farman F.40 s-a aflat în înzestrarea escadrilelor din organica Corpului Aerian din Armata României, începând cu sfârșitul campaniei din anul 1916 când au fost primite din Franța un număr de 55 de bucăți, din care 38 în stare operațională, restul fiind distruse pe timpul transportului. : Anexa 10 :pp. 85-125

## Principii constructive
Farman F.40 a fost proiectat într-o configurație biplan cu aripi cu anvergură diferită, având elice propulsoare (dispusă în spatele motorului). Motorul era de tip Renault, răcit cu aer, de 130 CP. Avionul avea ampenaje clasice, cu stabilizator dispus în partea posterioară, la nivelul aripii superioare, sub care era montată o direcție. Carlinga, care conținea motorul și spațiul pentru echipaj, era montată între aripa superioară și cea inferioară. Trenul de aterizare era compus dintr-o pereche de roți duble în față, cu o patină montată între roți și patină în spate. Avionul era destinat pentru misiuni de recunoaștere, dar putea fi dotat și cu o mitralieră. :pp. 89-92